# Телефон (группа)

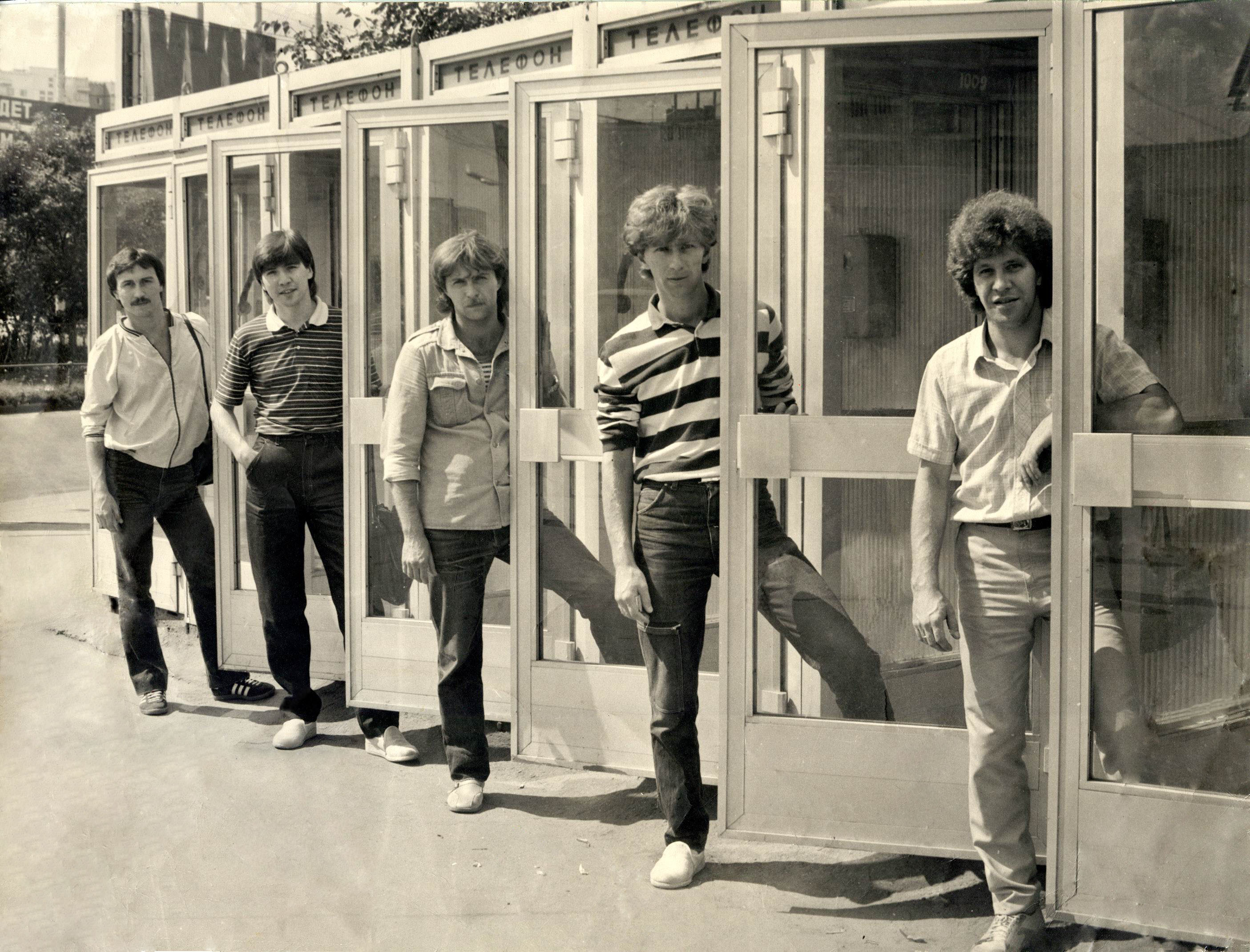

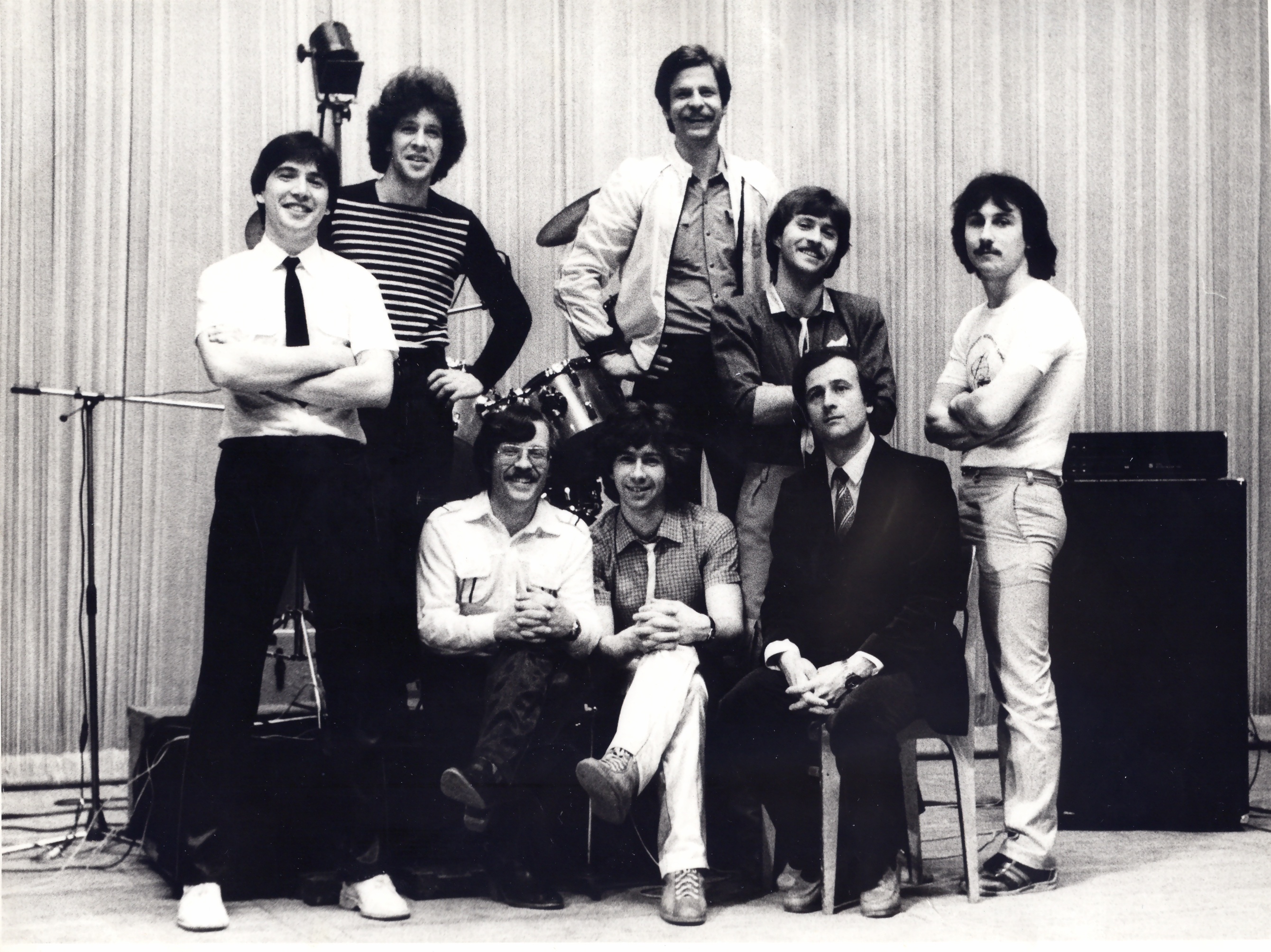

«Телефо́н» — советская рок-группа, образованная из группы «Дилижанс Бэнд» после присоединения к ней в 1979 году Валерия Сюткина.

## Состав
1. Валерий Сюткин — гитара, вокал, автор текстов и музыки
2. Андрей Артюхов — лидер-гитара, вокал
3. Юрий Карякин — бас
4. Александр Козлов — гитара, вокал
5. Алексей Маслов — ударные
6. Виктор Юферев — клавишные

## История
Валерий Сюткин и Юрий Карякин, в период прохождения воинской службы в Военно-воздушных силах СССР, играли в армейском ансамбле «Полёт». Группа «Телефон» появилась в 1979 году по инициативе Андрея Артюхова. После нескольких лет работы в статусе «самодеятельность», в 1982 году была принята в Кировскую областную филармонию и получила статус профессионального коллектива. Здесь же к группе присоединился клавишник Виктор Юферев.
Визитной карточкой группы стали песни-фельетоны, в которых высмеивались бытовые недостатки — постоянная давка в общественном транспорте («Баллада об общественном транспорте», более известная как «Автобус 86», попавшая даже в эфир телепрограммы «Утренняя почта»), футбольные проигрыши советской сборной («Знай наших»), неудобоваримая еда в общепитовских столовых («Приятного аппетита»). Песни игрались в стиле твист, рок-н-ролл и реггей.
Кроме того, в репертуаре группы было несколько пародий на некоторые эстрадные явления того времени («Антитанго», «В ритмах уходящего диско» (юмористические переделки песен Bahama Mama группы Boney M., One Way Ticket группы Eruption, Casino группы Passengers и Rocking Son Of Dschinghis Khan группы Dschinghis Khan) и «Пародия на Челентано»).
В декабре 1982 года группа с успехом выступила на рок-фестивале «Физтех — 1982». В 1984 году группа выпустила альбом «Ка-Ка» с циклом песен о «мафии» — восточном торговце Сулеймане Сулеймановиче Кадырове и персонаже по имени Лев Абрамович Каскад («Мафия», «Проныра», «Восточный базар» (в песне прозвучала небольшая пародия на модный в те годы вокально-инструментальный ансамбль «Ялла»), «Твист „Каскад“», «Лучший наш клиент», «Все есть у Сулеймана», «Кинопрокат» и «Конец мафии»).
Как рассказывал сам Валерий Сюткин, «выпустив несколько успешных магнитоальбомов, „Телефон“ попал под усиленный контроль комиссий и худ. советов Министерства культуры. Так как песни советских композиторов мы не исполняли, клавишных инструментов не использовали, и, в подозрительно компактном для профессиональных коллективов того времени составе из 4-х человек, пели самозабвенно собственные песни».
В 1985 году «Телефон» проходил обязательную для всех советских групп тарификацию, во время которой каждый коллектив должен был исполнять две песни: «День без выстрела» и «Если бы парни всей Земли». Музыканты играли без клавишника и исполнили «Если бы парни» в стиле реггей. За это своеволие получив пожелание комиссии «добавить в группу народа» или — еще лучше — перейти подобру-поздорову в другие ансамбли, Сюткин сразу же получает приглашение от группы «Зодчие», где теперь частично зазвучал репертуар старого «Телефона», но основу программы составляют новые песни Юрия Лозы.

## Альбомы
1. Телефон-1 (1981) (широкого распространения не получил)
2. Концерт в ФизТехе (1982)
3. Мафия (1983) (широкого распространения не получил)
4. Кругозор (1983) (концертный альбом)
5. Ка-Ка (Каскад-Кадыров) (1984)
6. Концерт во Владивостоке (1984)
7. Твист-Каскад (1985)
8. Лучшие песни:1982-85 (1995)
9. Лучшие песни (2013) (винил)